# Weltpostkongress 1947
Durch Beschluss des 12. Weltpostkongresses in Paris 1947 ist die Ausführungs- und Verbindungskommission geschaffen worden. Seither versammeln sich die Mitglieder dieser Kommission in regelmäßigen Abständen zwischen den Kongressen, um die der Kommission durch den Weltpostvertrag, der auch Hauptvertrag genannt wird, übertragenen Aufgaben zu erledigen. Der (neue) Weltpostvertrag wird abgeschlossen; er trat am 1. Juli 1948 in Kraft. Deutschland war nicht vertreten. Durch Beschluss fällt als Publikationssprache in dem offiziellen Organ des Weltpostvereins Union Postale die deutsche Sprache weg. Französisch, Englisch, Spanisch, Arabisch, Chinesisch und Russisch sind nunmehr Publikationssprachen.
In der Entwicklung des Weltpostvereins (WPV) bedeutete der erste Kongress nach dem Zweiten Weltkrieg in Paris 1947 einen wichtigen Schritt dadurch, dass während seines Verlaufs beschlossen wurde, für den WPV mit Inkrafttreten der neuen Verträge am 1. Juli 1948 die Eigenschaft einer Sonderorganisation der Vereinten Nationen anzunehmen. Entsprechend den Bestrebungen der Vereinten Nationen, einen Kreis von Sonderorganisationen zu schaffen, fanden im Dezember 1946 in Lake Success Vorverhandlungen zwischen dem dafür zuständigen Ausschuss des Wirtschafts- und Sozialrates der UN einerseits und Vertretern einer Reihe von Mitgliedsländern des WPV andererseits statt. Den dort erarbeiteten Entwurf eines Übereinkommens zwischen UN und WPV reichten Großbritannien und Frankreich als gemeinsamen Kongressvorschlag ein. Während des Kongressverlaufs wurden Verhandlungen zwischen Beauftragten des Kongresses und des genannten Ausschusses geführt. Ergebnis dieser Verhandlungen war das „Übereinkommen zwischen den Vereinten Nationen und dem Weltpostverein“ vom 4. Juli 1947. Für den WPV unterzeichnete der Präsident des Kongresses, der Generaldirektor der französischen Postverwaltung, Joseph-Jean Le Mouël.
Durch das Übereinkommen anerkannten die UN den WPV als die einzige Sonderorganisation auf dem Gebiete des Postwesens. Der WPV übernahm die Rechte und Pflichten einer Sonderorganisation der UN. Unter anderem waren vereinbart worden: wechselseitige Entsendung von Vertretern, Behandlung beiderseits interessierender Fragen, Austausch von Informationen und Dokumenten, Entgegennahme von Empfehlungen der UN, Zusammenarbeit mit den UN sowie ihren Haupt- und Nebenorganen im Rahmen der Verträge des WPV.
Das Übereinkommen bewirkte für den WPV einerseits eine Steigerung seiner Bedeutung, andererseits aber auch in gewissem Umfang eine Bindung an die Normen, Beschlüsse und Grundsätze der Vereinten Nationen.